# Isis (opera)

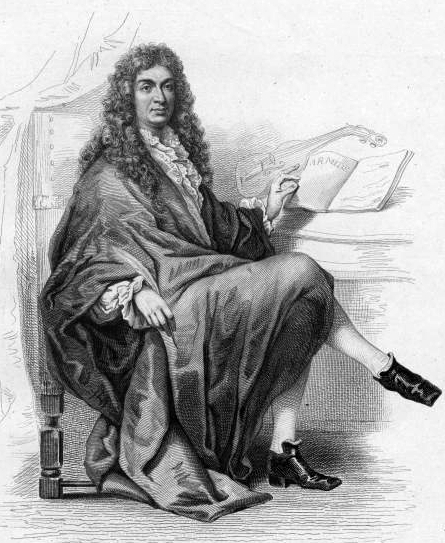
Jean-Baptiste Lully

Isis är en opera (tragédie en musique) i en prolog och fem akter med musik av Jean-Baptiste Lully och libretto av Philippe Quinault från 1677.

## Historia
Isis uruppfördes den 5 januari 1677 på slottet i Saint-Germain-en-Laye utanför Paris inför kung Ludvig XIV och hans hov. En scen i operan, där guden Jupiter uppvaktar nymfen Io och utsätts för gudinnan Junos svartsjuka, uppfattades av samtiden som en allegori där kungen hade övergivit sin mätress madame de Montespan för den yngre Isabelle de Ludres. Efter premiären förvisades Quinault från hovet och han kunde inte samarbeta med Lully på tre år.

## Personer

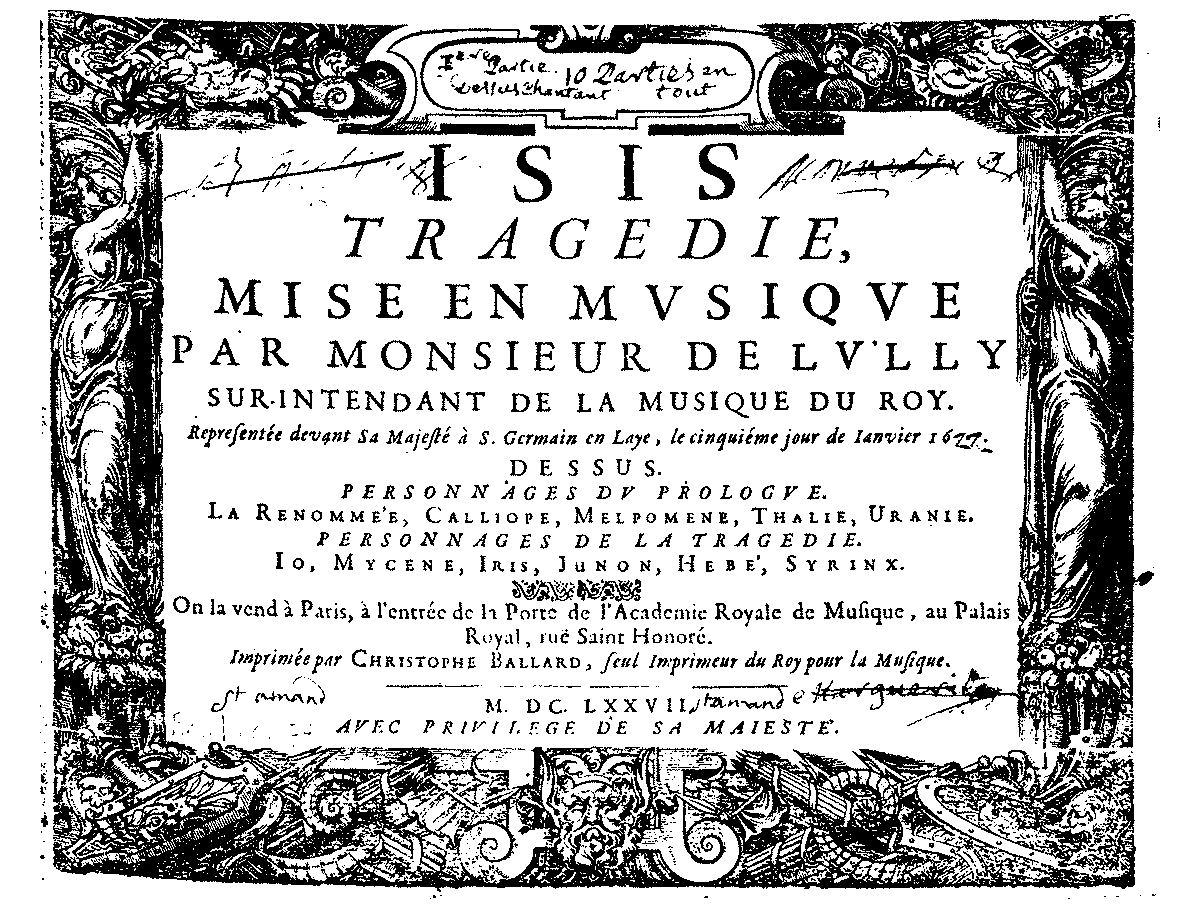
Affisch till Isis.

- Fama (sopran)
- Apollo (haute-contre)
- Kalliope (sopran)
- Thalia (sopran)
- Melpomene (sopran)
- Clio (sopran)
- Urania (sopran)
- Neptune (bas)
- Förste triton (haute-contre)
- Andre triton (haute-contre)
- Jupiter (baryton)
- Io / Isis (sopran)
- Hierax (baryton)
- Juno (sopran)
- Iris (sopran)
- Hebe (sopran)
- Mycene (sopran)
- Pan (bas)
- Argus (bas)
- Mercure (haute-contre)
- En furie (haute-contre)
- Första ödesgudinnan (sopran)
- Andra ödesgudinnan (haute-contre)
- Tredje ödesgudinnan (haute-contre)

## Handling
Hierax betvivlar troheten hos nymfen Io. Men hon bedyrar sin oskuld trots Jupiters framstötar. Jupiter gömmer Io och sig själv i ett moln för att komma undan sin svartsjuka hustru Junos blickar. Mercure meddelar att Juno sänt efter Iris för att förfölja paret. Iris tror inte på Mercure när han säger att Jupiter har kommit till jorden för att göra goda saker, men hon säger ändå till Juno att hon inte kan finna Io. Den stackars Io flyr och ber Jupiter att utplåna den smärta hans kärlek till henne har åstadkommit. Jupiter ber Juno att låta Io dö men hon vägrar. Först när Jupiter lovar att sköta sig låter Juno föra upp Io till Olympen och hon får sitt nya namn Isis.